# Foppa Pedretti
Foppa Pedretti (anche Foppapedretti) è un'azienda d'arredamento italiana con sede a Grumello del Monte, in provincia di Bergamo. L'azienda è certificata FSC (Forest Stewardship Council) e preleva la materia prima da foreste, la cui ripiantumazione è controllata.

## Storia
Venne creata da Ezio Foppa Pedretti nel 1945, coinvolgendo i fratelli Tito e Letizia, con il supporto della madre Matilde, insegnante di scuola elementare, nel 1946 Ezio fonda la Fabbrica di giocattoli dei fratelli Foppa Pedretti. Con il diffondersi della plastica negli anni cinquanta vengono prodotti gli articoli per la prima infanzia, trampolino di lancio dell'azienda e suo biglietto da visita per decenni; dal primo seggiolone ai lettini e ai banchetti scuola, la produzione si allarga ai fasciatoi e agli arredi per cameretta. Dal 1974 incomincia la produzione di mobili da giardino e per terrazzo fino ad arrivare, negli anni ottanta, agli oggetti per la casa che rivoluzionano il mercato proponendo mobili funzionali come l'asse da stiro Asso, alcune scale a uso domestico e lo stendibiancheria Gulliver.
Nel 2001 il marchio Foppapedretti è stato riconosciuto come il terzo per "Forza del Marchio" in una classifica dell'agenzia Young & Rubicam. Dal 2004 si è avviata la commercializzazione di passeggini. Nel 2011, dopo quasi quattro anni di studio venne prodotto un passeggino con motore elettrico attualmente sul mercato: Myo Tronic, voluto e pensato da Luciano Bonetti. Nello stesso anno si è anche aggiudicato il prestigioso premio internazionale "Red Dot Design Award".

## Descrizione
La sede principale è a Grumello del Monte (BG), per un'area di circa 107.237 m2, suddivisi tra produzione, depositi e uffici amministrativi. L'unita principale di produzione è a Bolgare (BG), dove il processo di produzione si esplica partendo dal legno massello grezzo per finire col prodotto finito. Il processo di produzione prevede il recupero e riciclo di tutti gli scarti di legno puro per la produzione di energia per riscaldamento e impianti di verniciatura all'acqua.
Nel 1995 l'azienda diventa una Società per azioni a capo del Gruppo Foppapedretti comprendente:
- Foppapedretti Technology srl, azienda di produzione attrezzata per la lavorazione e trasformazione del legno massiccio fino al prodotto finale.
- L'Albero delle Idee srl, società che svolge l'attività di commercio al dettaglio in tre settori specifici: mobili per la casa, mobili per l'infanzia e per il giardino.
- Plastikopolis srl, azienda di produzione nel settore plastico.
- Foppapedretti Direct, società che si occupa di vendita tramite web ed e-commerce.
- Kasalinghi Italia, società partecipata negozi outlet.

L'azienda è molto conosciuta tra le famiglie italiane per la qualità del prodotto, con il risultato sorprendente di stabilire un rapporto di fiducia col consumatore.
Obiettivo: impegno ecologico non solo nel processo di produzione, ma anche nel prodotto, attraverso la durata, la qualità, la sicurezza e la funzionalità. Ciò consente che i prodotti si trasferiscano, senza cambiarli, di generazione in generazione nelle famiglie dei consumatori.

### Marchi
Oltre al marchio Foppapedretti, l'azienda possiede i diritti di vendita dei seguenti marchi:
- Lazzari
- FP Young
- TATI
- Reguitti

### Prodotti
La produzione è suddivisa in diverse categorie merceologiche:
- Bambino legno ovvero culle, lettini, fasciatoi, seggioloni, armadi e cassettiere.
- Bambino technology ovvero passeggini, navicelle e seggiolini auto.
- Casalingo ovvero tavoli, sedie, appendiabiti, carrelli, carrelli spesa.
- Giardino ovvero tavoli, sedie, lettini, poltrone e divani per l'esterno.
- Cucina ovvero accessori e prodotti per la cucina.

### Sport
All'inizio degli anni novanta l'azienda ha sponsorizzato la squadra di football americano della città di Bergamo, i Lions Bergamo.
Dal 1992 al 2021 è stata main sponsor del Volley Bergamo, la squadra di pallavolo femminile della città di Bergamo, portandola dopo due anni in serie A.

## Premi e riconoscimenti
- Codacons Amico del consumatore 2013[4]
- Red Dot Design Award per il passeggiono Myo Tronic 2011[4]
- Top Azienda Innovativa per la categoria prodotti per l'infanzia 2017[5]
- Sport e Impresa per l’impegno dell’azienda nello sport 2017[6]
- Good Design Award per il seggiolone Tiramisù 2018[7]